# هایدی (فیلم ۱۹۹۵)
«هایدی» (انگلیسی: Heidi (1995 film)) یک فیلم است که در سال ۱۹۹۵ منتشر شد.